# Птицеводство на Кубе
Птицеводство является одной из отраслей сельского хозяйства Республики Куба.

## История

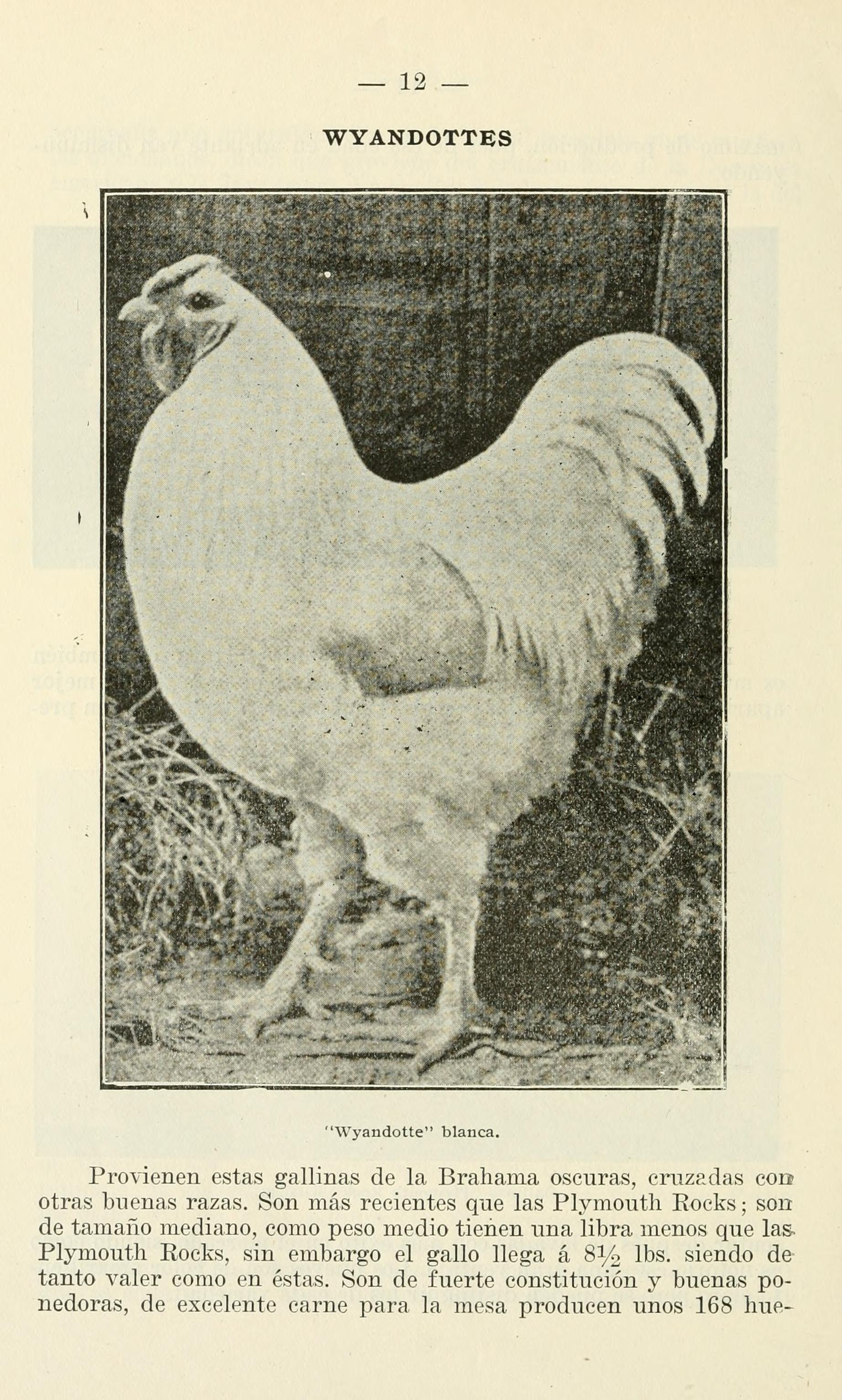
страница изданной на Кубе в 1907 году брошюры с рекомендациями по разведению кур породы «Виандот»

Природно-климатические условия Кубы создают предпосылки для успешного ведения птицеводства. Здесь нет резко выраженных климатических сезонов года. Разница между средней температурой самого холодного и самого жаркого месяца года составляет всего 9°С. Тропический климат позволяет в течение всего года содержать птицу в открытых помещениях (что упрощает ведение птицеводства), но вместе с тем, высокая температура воздуха в сочетании с высокой его влажностью способны оказать неблагоприятное воздействие на домашнюю птицу.
Развитие птицеводства на Кубе началось, когда остров являлся колонией Испании.
В результате скрещивания потомства кур, привезённых испанскими колонистами из Европы с курами, привезенными на остров из испанских колоний в Азии в середине XIX века на острове была выведена порода кур «cubalaya». Во второй половине XIX века селекция породы продолжалась, в 1935 году ассоциация птицеводов Кубы (Asociacion Nacional de Avicultura) объявила о создании породы «cubalaya», в 1939 году птицы были представлены на выставке «International Poultry Exhibition» в США и в том же году официально признаны в качестве отдельной самостоятельной породы домашних кур.
До 1959 года птицеводство на Кубе было сосредоточено в частном секторе и уровень его развития был очень низким. Имевшиеся в то время немногочисленные птицеводческие фермы не отличались большими размерами и в них не применялись достижения науки и техники, их санитарное состояние не отвечало требованиям ветеринарии. Исключением являлись лишь несколько хозяйств, принадлежавших иностранным владельцам, которые располагались вокруг Гаваны и в двух-трех больших городах других провинций страны.

### 1959—1991
После победы Кубинской революции в январе 1959 года США прекратили сотрудничество с правительством Ф. Кастро и стремились воспрепятствовать получению Кубой помощи из других источников. Власти США ввели санкции против Кубы, а 10 октября 1960 года правительство США установило полное эмбарго на поставки Кубе любых товаров (за исключением продуктов питания и медикаментов).
Поскольку в 1959 году Куба являлась отсталой аграрной страной с преобладанием экстенсивного сельского хозяйства и избытком малоквалифицированной рабочей силы (четверть взрослого населения была неграмотной), используемой сезонно. У республики не было реальных возможностей (необходимых накоплений для капиталовложений, золотовалютных резервов и квалифицированной рабочей силы) для быстрой индустриализации и создания многоотраслевой экономики, в первые годы после революции был взят курс на преимущественное развитие и техническое оснащение традиционных отраслей сельского хозяйства (выращивание сахарного тростника и животноводство), а также связанных с ним пищевых производств.
Уже в 1959 году в составе Национального института аграрной реформы (INRA) была создана секция птицеводства, которой было поручено развитие отрасли на промышленной основе.
Во время Карибского кризиса в октябре 1962 года корабли военно-морского флота США установили военно-морскую блокаду Кубы в виде карантинной зоны в 500 морских миль вокруг берегов Кубы, блокада продолжалась до 20 ноября 1962 года. Имевшее основания опасаться возобновления блокады острова в условиях продолжавшейся «холодной войны», правительство активизировало деятельность по достижению продовольственной независимости страны от импорта продовольствия.
В 1960—1963 годы было построено большое количество птицеводческих объектов (в том числе комбикормовые заводы, инкубаторные станции, хозяйства для родительских стад, промышленных несушек и выращивания молодняка, а также первые племенные хозяйства) и произведен завоз из Канады линейной птицы яичных и мясных пород, с которыми кубинские специалисты начали вести селекционную работу и осуществлять скрещивания для получения гибридной птицы. В 1963 году количество кур-несушек составляло 1125 тыс.
22 мая 1964 года был создан Национальный комбинат птицеводства (Combinado Avícola Nacional), который стал центром по координации, управлению, концентрации и организации всей отрасли в стране. В 1967 году для борьбы с заболеваниями домашней птицы была создана специализированная диагностическая лаборатория (Laboratorio de Diagnóstico Aviar «Jesús Menéndez»).
В 1970/1971 гг. в стране насчитывалось 10,5 млн голов домашней птицы (кур, уток и др.), из них 7 млн кур-несушек. В 1971 году было произведено 22,8 тыс. тонн мяса птицы и 1540 млн шт. яиц (в среднем, по 206 яиц на несушку в год).
В результате, валовое производство пищевых яиц с 1964 по 1982 г. увеличилось почти в 8 раз, что позволило устойчиво обеспечить потребности населения и пищевой промышленности страны. Однако при быстрых темпах производства пищевых яиц вплоть до 1973 года производство птичьего мяса оставалось на примерно одинаковом уровне (около 40 тыс. тонн в год, максимальный результат — 40,1 тыс. тонн в 1964 году). Это объясняется тем, что предпочтение отдавалось производству пищевых яиц.
12 июля 1972 года Куба вступила в Совет экономической взаимопомощи, и комплексное научно-техническое сотрудничество со странами СЭВ активизировалось. В 1980е годы в стране начались испытания кроссов мясных пород кур, завезённых из других стран СЭВ.
В 1975 году Национальный комбинат птицеводства насчитывал 411 специализированных птицеводческих хозяйств и 43 инкубатора.
В 1977 году количество кур-несушек составляло 7058 тыс. (кроме того, разводили уток, гусей и индеек).
В 1980 году в стране было произведено 2,1 млрд шт. яиц.
В 1982 году в стране было произведено более 2,2 млрд шт. яиц.
К началу 1984 года молочное скотоводство, свиноводство и птицеводство были сосредоточены в западной части острова (это было связано с пригородной специализацией сельского хозяйства большей части провинции Гавана и прилегающих районов провинций Пинар-дель-Рио и Матансас).
Началось разведение фазанов.
В 1984 году в стране было произведено 106,6 тыс. тонн мяса птицы и свыше 2,5 млрд шт. яиц.
В 1988 году было произведено 114,5 тыс. тонн мяса птицы и 2,5 млрд шт. яиц.
В 1989 году было произведено 117,5 тыс. тонн мяса птицы и 2,5 млрд шт. яиц.

### После 1991
Распад СССР и последовавшее разрушение торгово-экономических и технических связей привело к ухудшению состояния экономики Кубы в период после 1991 года. Правительством Кубы был принят пакет антикризисных реформ, введён режим экономии.
В октябре 1992 года США ужесточили экономическую блокаду Кубы и ввели новые санкции (Cuban Democracy Act). 12 марта 1996 года конгресс США принял закон Хелмса-Бёртона, предусматривающий дополнительные санкции против иностранных компаний, торгующих с Кубой. Судам, перевозящим продукцию из Кубы или на Кубу, было запрещено заходить в порты США.
В середине 1990х годов положение в стране стабилизировалось.
31 декабря 2002 года поголовье домашней птицы составляло 24 млн 177 тыс.
31 декабря 2006 года поголовье домашней птицы составляло 29 млн 847,6 тыс., производство курятины — 40,0 тыс. тонн, производство яиц — 2,34 млрд шт. За счёт собственного производства говядины, свинины и мяса птицы Куба полностью обеспечивает потребности населения в мясе.
В 2008 году ураганы «Густав» и «Айк», а также начавшийся мировой экономический кризис осложнили положение в отрасли. К 31 декабря 2008 года поголовье птицы сократилось до 29 млн 200,8 тыс., но уже к концу 2009 года увеличилось до 30 млн 817 тыс., а к концу 2010 года — до 30 млн. 950 тыс.